# 汾城城隍庙
35°49′10″N 111°16′20″E / 35.81944°N 111.27222°E
汾城城隍庙位于中国山西省襄汾县汾城镇西门内，西门街北侧，此处为原太平县县城的西北部。

## 历史
汾城城隍庙为原太平县的城隍庙，创建于明洪武二年（1369年），现存建筑为天启七年（1627年）重建，“共计建修殿廊一百五十余间，增塑神像三百一十尊”。

## 建筑
汾城城隍庙坐北朝南，规模宏大。现存山门、戏台、献殿、大殿、钟鼓楼、配殿及西庑等8座建筑，以及影壁3座，石头旗杆2个、东西二牌坊。
汾城城隍庙的建筑中，正殿、献殿为明代建筑，戏台主体建筑为明代遗构，前檐抱厦为清代增建，其余为清代建筑。
中轴线建筑为重檐歇山顶，配套建筑则为悬山顶。
汾城城隍庙的山门巍峨高大，庄严古朴，斗拱飞檐，极为精美。正对山门是3座彩色影壁，有联“人化物物化人人物无穷，生了死死了生生死不息。”山门的东西两侧，跨街建有两座明代的木牌坊，分别为“鉴察坊”“翊镇坊”。
山门内不到1米为过路式戏台，装饰华丽，上覆台板为舞台，下面是人行通道。
大殿的明代琉璃瓦顶，和钟鼓楼的木雕，均极精美。大殿屋顶琉璃构件保存完整，为明代琉璃佳作，雕刻花鸟怪兽，仙人彩马。

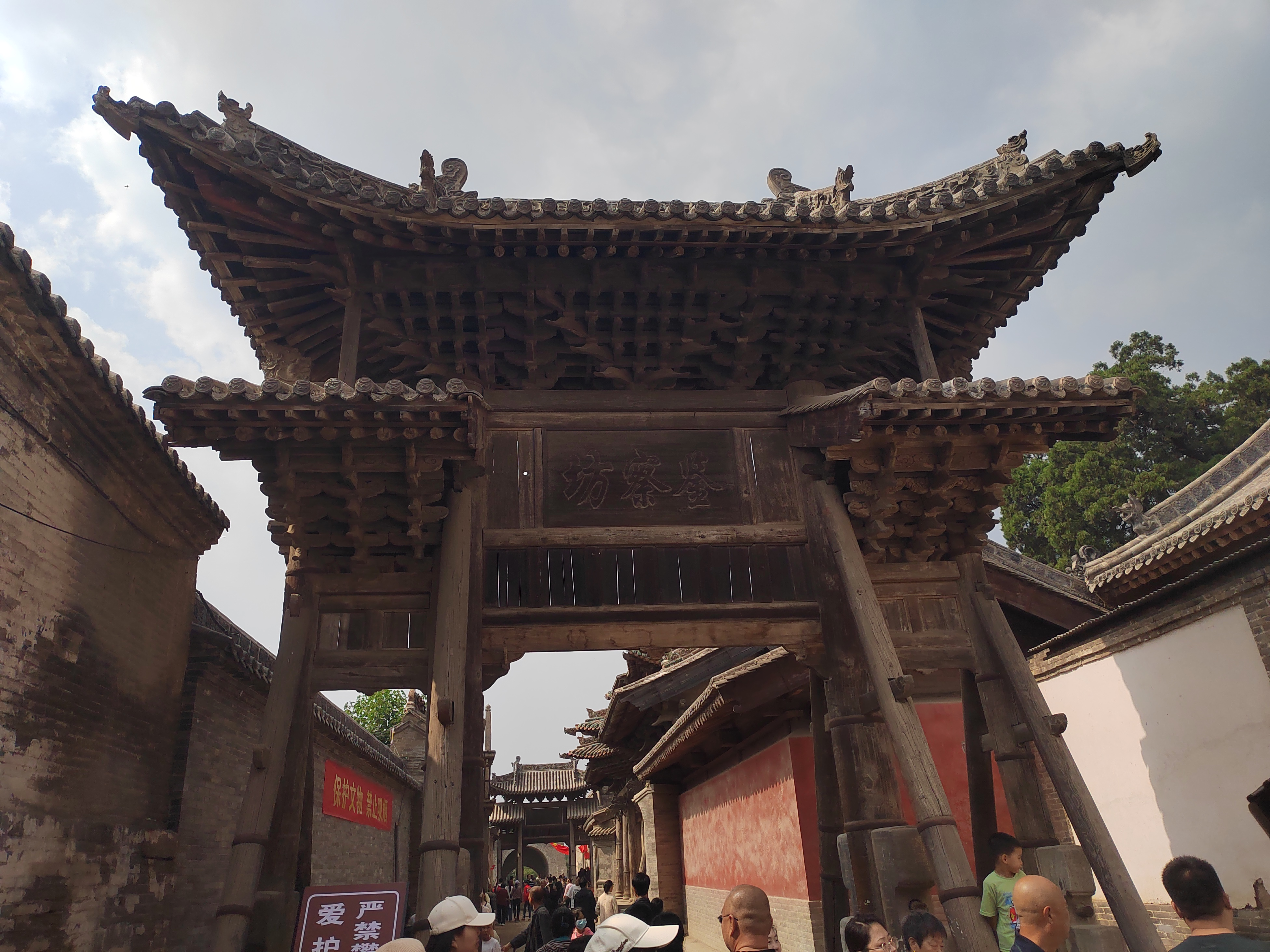
鉴察坊
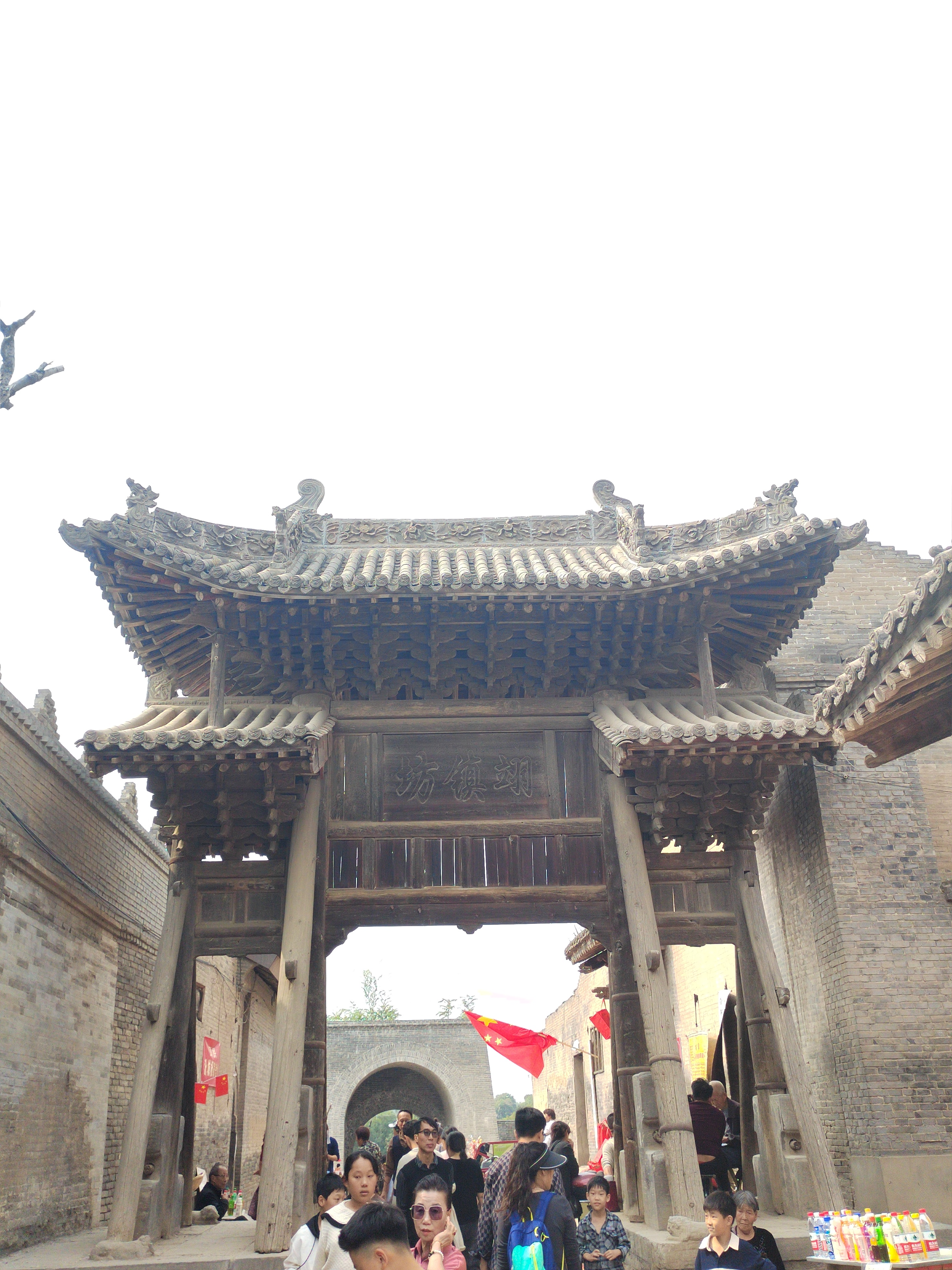
翊镇坊
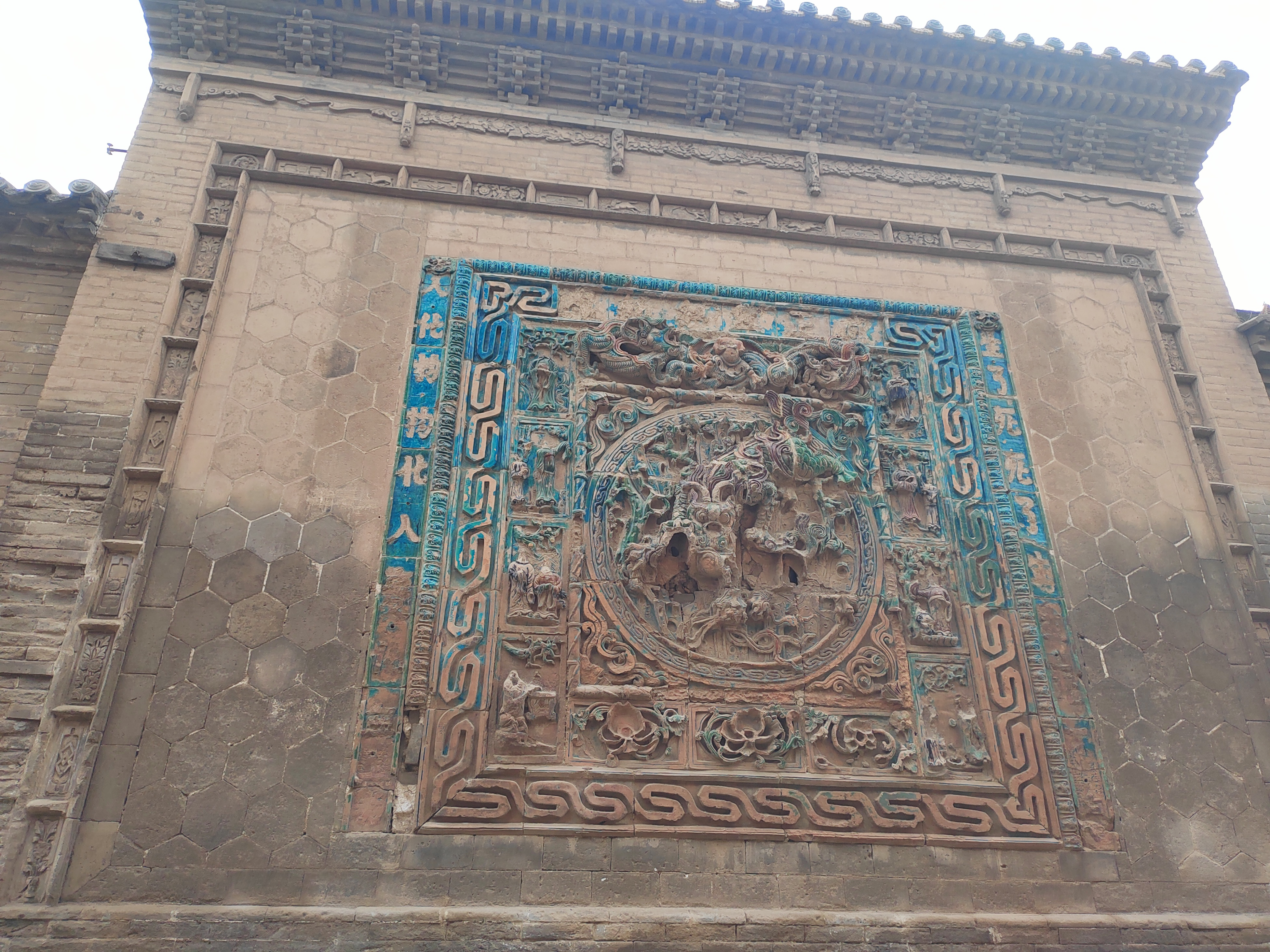
影壁
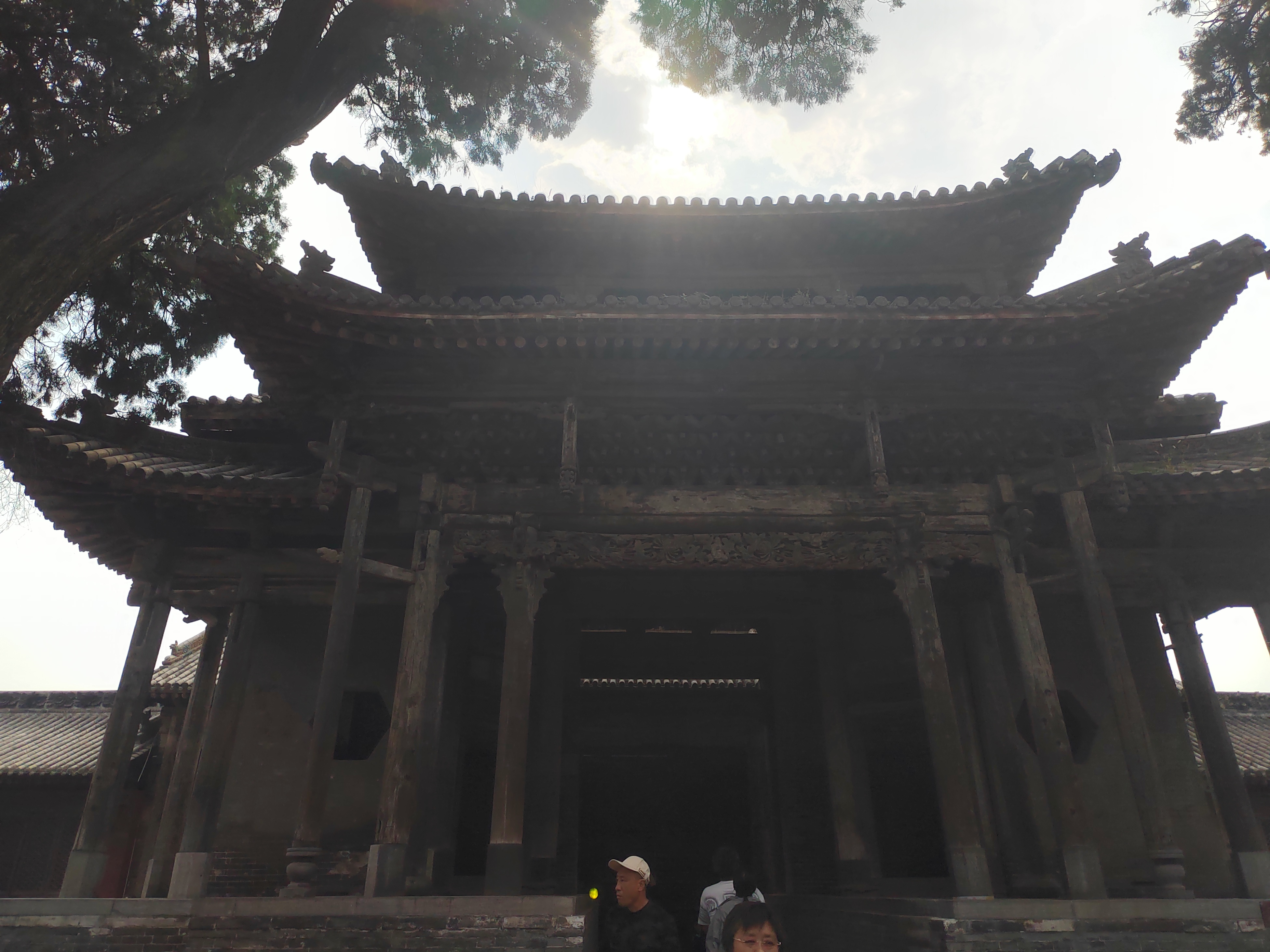
戏台
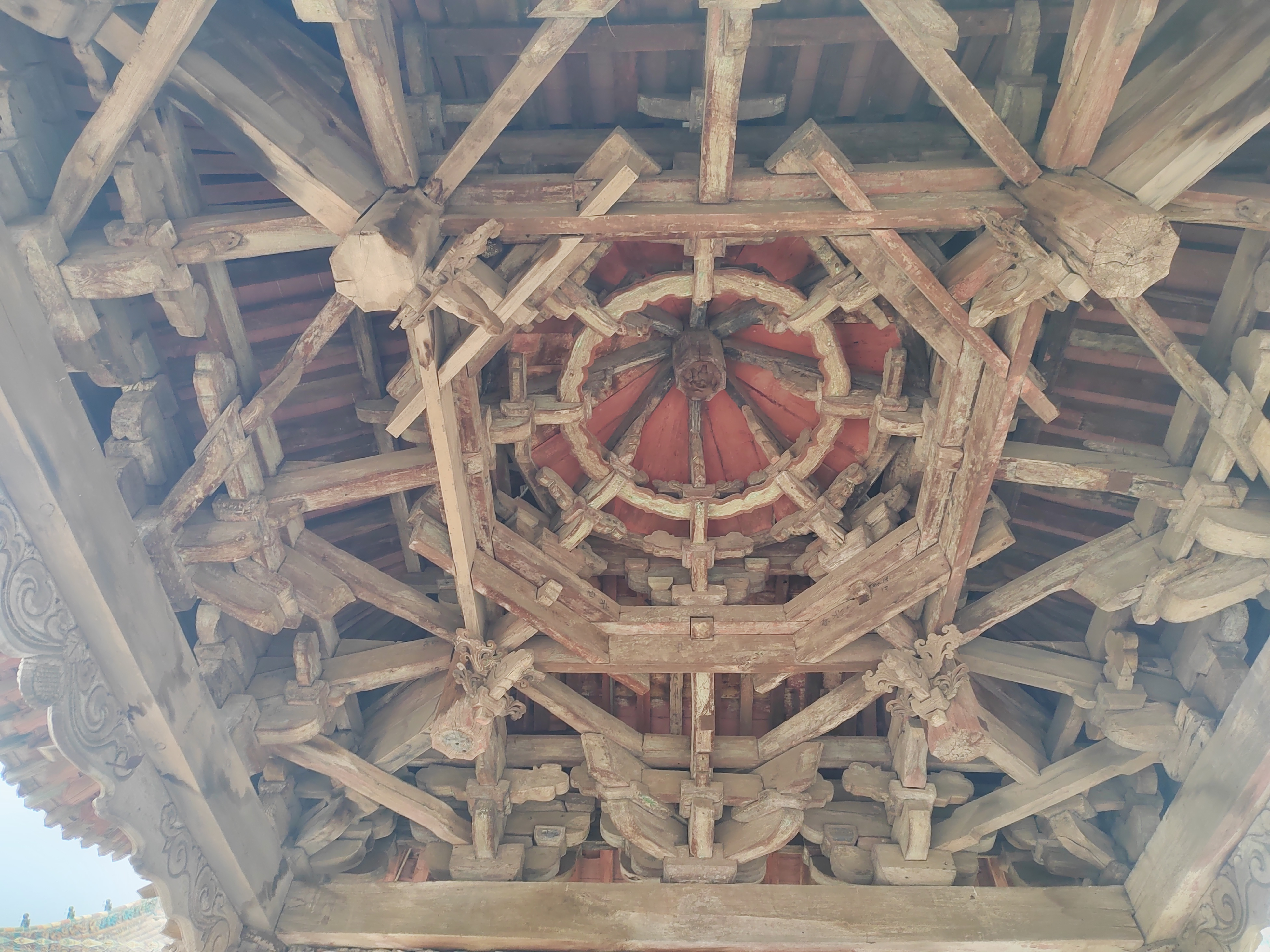
天花板
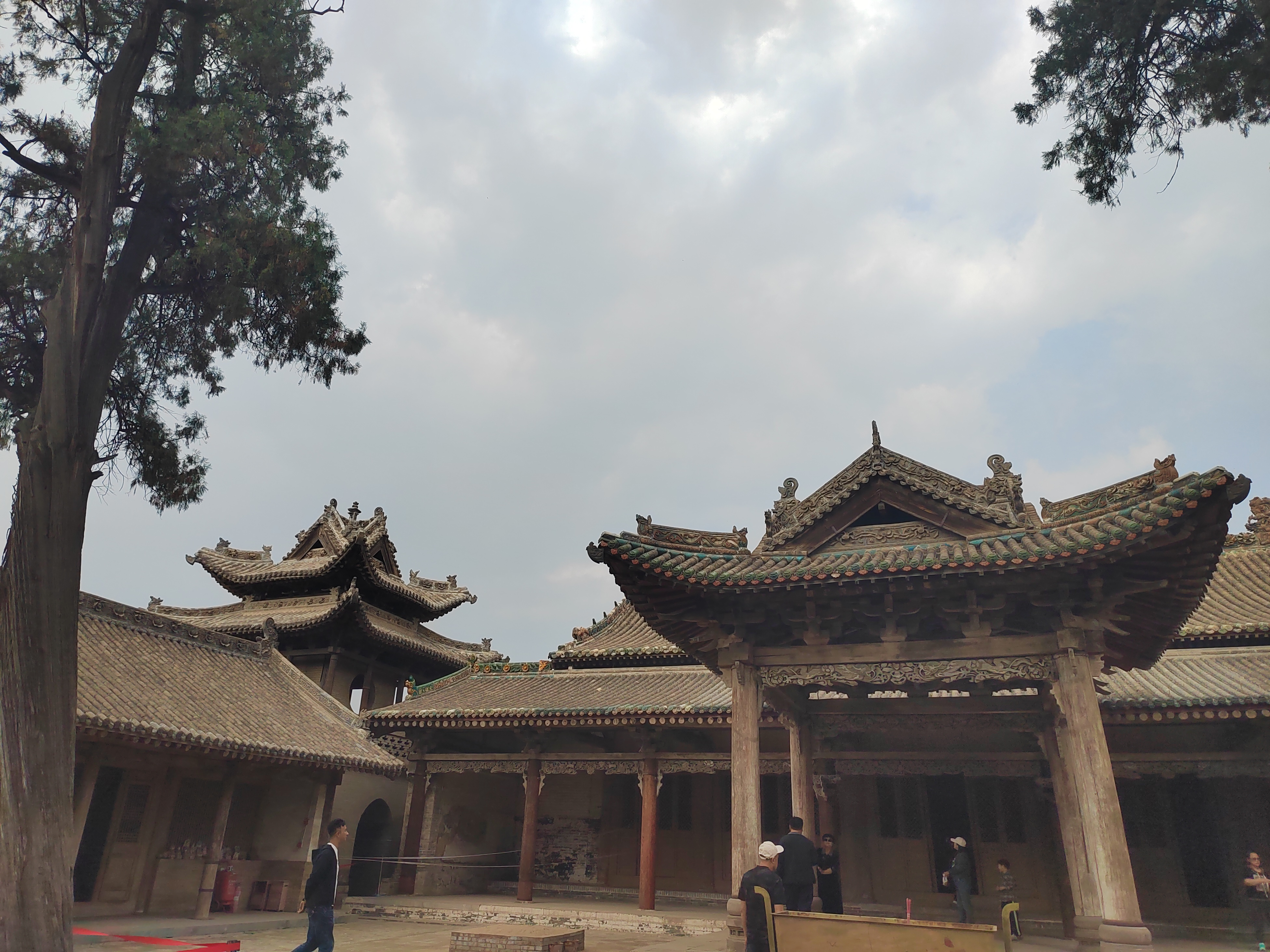
大殿
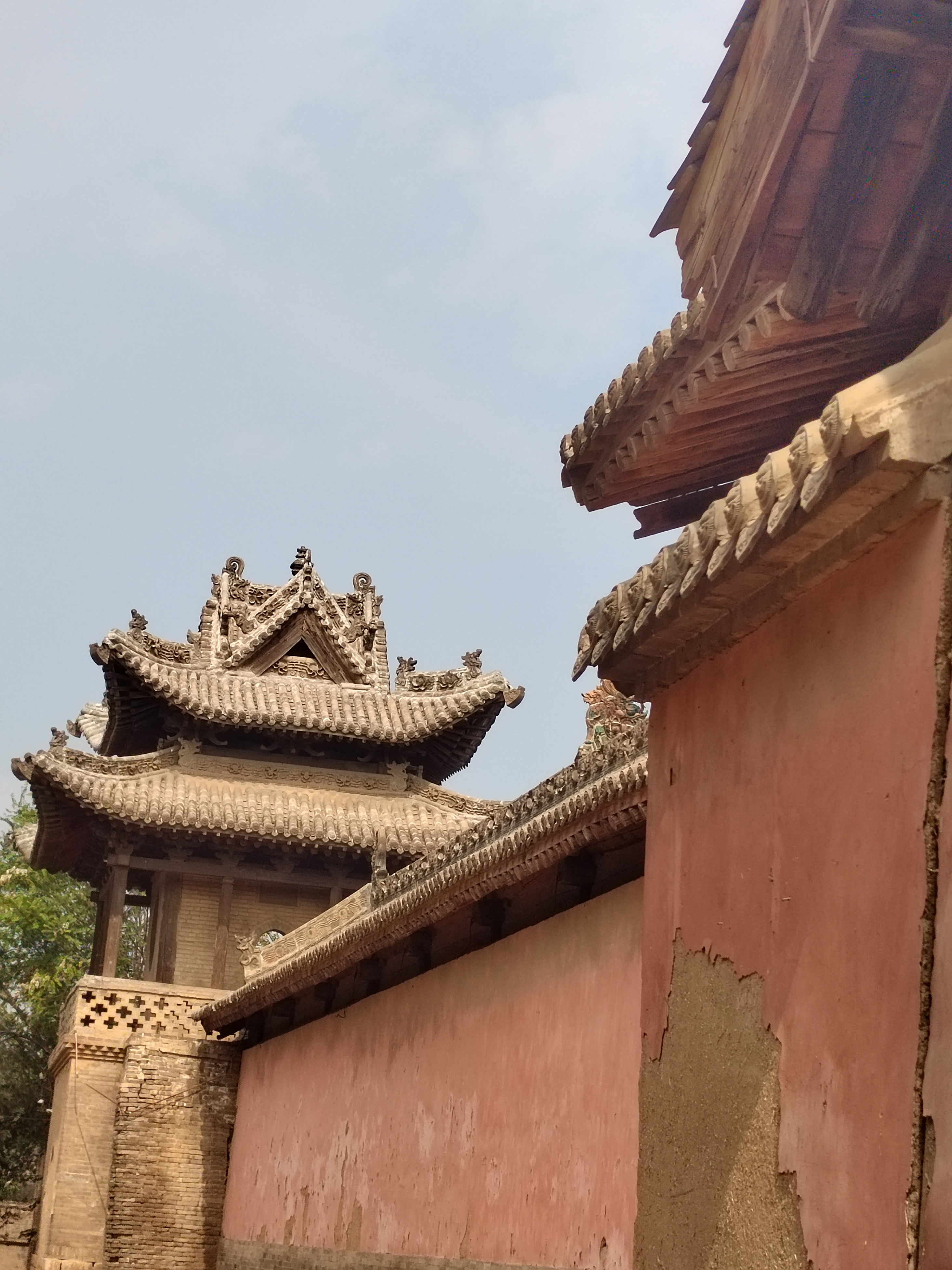
钟鼓楼

## 保护
2006年5月25日，汾城城隍庙公布为第六批全国重点文物保护单位，编号6-384。

## 衍生
在游戏《黑神话悟空》中，鉴察坊牌楼为取景地之一。